# Яргычова, Ольга Андреевна
Ольга Андреевна Яргычова (до 2016 — Иванова; род. 24 января 1993, Чебаркуль, Челябинская область) — российская волейболистка, центральная блокирующая.

## Биография
С 2000 года занималась волейболом в челябинской ДЮСШ № 71, а в 2010 была принята в ВК «Автодор-Метар», за молодёжную команду которого выступала на протяжении двух сезонов в чемпионате России среди дублирующих составов команд суперлиги, в 2011 преобразованного в Молодёжную лигу. Также провела 20 матчей в суперлиге и за основной состав в период 2010—2012. В 2014—2016 играла за курский «Политех».
В 2018 после двухлетнего перерыва, связанного с замужеством и рождением сына, возобновила игровую карьеру и вновь заключила контракт с челябинским ВК «Динамо-Метар».

### Клубная карьера
- 2010—2012 —  «Автодор-Метар»-2 (Челябинск) — молодёжная лига;
- 2010—2014 —  «Автодор-Метар» (Челябинск) — суперлига и высшая лига «А»;
- 2014—2016 —  «Политех» (Курск) — высшая лига «А»;
- с 2018 —  «Динамо-Метар» (Челябинск) — суперлига.

## Достижения
- бронзовый призёр розыгрыша Кубка России 2022.
- серебряный призёр Молодёжной лиги чемпионата России 2012.
- победитель чемпионата России среди команд высшей лиги «А» 2014.

## Личная жизнь
В 2016 году вышла замуж за игрока ГК «Динамо» (Челябинск) Андрея Яргычова (род. 1991). В декабре 2017 родила сына Алексея.